# Hannes Hertel
Hannes Hertel (* 1939) ist ein deutscher Botaniker und Taxonom, der von 1992 bis 2004 Direktor des Staatlichen Herbariums München war. Seine Spezialgebiete sind Pilze und Flechten.

## Kindheit und Bildung
Hertel wurde 1939 geboren. Seinen Doktortitel erhielt er 1967 für Arbeiten über Mitglieder der Flechtengattung Lecidea, die auf kalkreichen Felsen und Standorten gedeihen. Dies geschah unter der Leitung von Josef Poelt.

## Karriere
1972 wurde er auf eine akademische Stelle an der Universität Berlin berufen, zog jedoch 1973 nach München, um die Stelle des Kurators am Staatlichen Herbarium München zu übernehmen. Er war von 1985 bis 1992 kommissarischer Direktor, wurde dann als Direktor bestätigt und blieb bis zu seiner Pensionierung im Jahr 2004. Sein Spezialgebiet war die Taxonomie von Flechten, insbesondere der Gattung Lecidea, die er zunächst für seine Doktorarbeit untersucht hatte. Er und die von ihm betreuten Studenten sorgten Anfang der 1970er Jahre für Ordnung und eine kritische Überprüfung der 1000 akzeptierten und 4000 veröffentlichten Namen innerhalb der Gattung.
Das Staatsherbarium München enthält die Flechtensammlung von Ferdinand Christian Gustav Arnold, 100.000–150.000 Exemplare, gesammelt im 19. Jahrhundert. Hertel bemühte sich insbesondere darum, die detaillierten Beschriftungen aus Arnolds schwer lesbarer Handschrift zu transkribieren und sorgte für deren Veröffentlichung, damit die Sammlung leichter von anderen genutzt werden konnte.

## Veröffentlichungen
- Revision einiger calciphiler Formenkeise der Flechtengattung Lecidea, Cramer, 1967, 155 Seiten

- Parasitische lichenisierte Arten der Sammelgattung Lecidea in Europa, 1970.

- Über einige aus Lecidea und Melanolecia Ascomycetes lichenisati auszuschliessende Arten, 1983, 7 Seiten